# トースアン県
トースアン県（トースアンけん、ベトナム語：Huyện Thọ Xuân / 縣壽春?）は、ベトナム社会主義共和国タインホア省の県である。面積は295.89 km2、人口は233,752人（2009年）である。

## 行政区画
以下の3市鎮38社を管轄する。
- トースアン市鎮（Thọ Xuân / 壽春）
- サオヴァン市鎮（Sao Vàng / 梢黃）
- ラムソン市鎮（Lam Sơn / 藍山）
- バクルオン社（Bắc Lương / 北良）
- ハインフック社（Hạnh Phúc / 幸福）
- ナムザン社（Nam Giang / 南江）
- フーイエン社（Phú Yên / 富安）
- クアンフー社（Quảng Phú / 廣富）
- タイホ社（Tây Hồ / 西湖）
- トージエン社（Thọ Diên / 壽延）
- トーハイ社（Thọ Hải / 壽海）
- トーラム社（Thọ Lâm / 壽林）
- トーラップ社（Thọ Lập / 壽立）
- トーロック社（Thọ Lộc / 壽祿）
- トーミン社（Thọ Minh / 壽明）
- トーグエン社（Thọ Nguyên / 壽原）
- トータン社（Thọ Thắng / 壽勝）
- トーチュオン社（Thọ Diên / 壽長）
- トースオン社（Thọ Xương / 壽昌）
- スアンバイ社（Xuân Bái / 春沛）
- スアンチャウ社（Xuân Châu / 春洲）
- スアンザン社（Xuân Giang / 春江）
- スアンホア社（Xuân Hòa / 春和）
- スアンフン社（Xuân Hưng / 春興）
- スアンカイン社（Xuân Khánh / 春慶）
- スアンライ社（Xuân Lai / 春來）
- スアンラム社（Xuân Lam / 春藍）
- スアンラップ社（Xuân Lập / 春立）
- スアンミン社（Xuân Minh / 春明）
- スアンフォン社（Xuân Phong / 春豐）
- スアンフー社（Xuân Phú / 春富）
- スアンクアン社（Xuân Quang / 春光）
- スアンソン社（Xuân Sơn / 春山）
- スアンタン社（Xuân Tân / 春新）
- スアンカイン社（Xuân Khánh / 春慶）
- スアンタン社（Xuân Thắng / 春勝）
- スアンタイン社（Xuân Thành / 春城）
- スアンティエン社（Xuân Thiên / 春天）
- スアンティン社（Xuân Tín / 春信）
- スアンチュオン社（Xuân Trường / 春長）
- スアンヴィン社（Xuân Vinh / 春榮）
- スアンイエン社（Xuân Yên / 春安）